# Macgnímrada Con Culainn
Macgnímrada Con Culainn ['makɣʴnʴiːvraða kon 'kuliNʴ] („Cú Chulainns Knabentaten“) ist der Titel eines Kapitels der Táin Bó Cuailnge („Der Rinderraub von Cooley“) aus dem Ulster-Zyklus der Irischen Mythologie.

## Inhalt

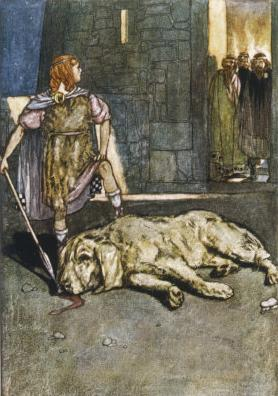
Der Tod von Culanns Hund

Einige der aus verschiedenen Gründen nach Connacht und dessen Königspaar Ailill mac Máta und Medb übergelaufenen Ulster-Krieger (siehe auch Longas mac nUislenn – „Das Exil der Söhne Uislius“) erzählen beim Vormarsch des Heeres in Form einer Teichoskopie den Connachtern Geschichten aus der Jugendzeit des allseits gefürchteten Ulster-Helden Cú Chulainn.
Als Erster berichtet Fergus mac Róich, dass der Knabe Sétanta (Cú Chulainns Kindername) im Alter von fünf Jahren 50 Knaben der macrad („Knabenschaft des Hofes“) vor der Königsburg Emain Macha im Ballspiel ohne Schwierigkeiten besiegt habe. Conall Cernach erklärt, wie es zum Namenswechsel des Sechsjährigen kam, weil er nämlich den als unbezwingbar geltenden Hund des Schmiedes Culann, der dessen Anwesen beschützen sollte, mit einer Schleuder tötete (siehe auch Aided Cheltchair maic Uthechair, „Der Tod Cheltchars, des Sohnes Uthechars“). Da er sich als Sühne verpflichtete, Culanns Anwesen bis zur Ausbildung eines neuen Wachhundes zu schützen, erhielt er vom Druiden Cathbad seinem eigentlichen Namen, der „Culanns Hund“ bedeutet. In einer jüngeren Version wird diese Geschichte von Cormac Conn Longas erzählt.
Fiachu mac Fir Febe berichtet dann, dass Cú Chulainn nach einem siegreichen Kampf mit den têtes coupées der „drei Söhne Nechtans“, einem lebendig gefangenen Hirsch und einigen wilden Schwänen im Blutrausch zur Königsburg von Ulster zurückgekehrt sei.
[...] und schrecklich kommt er daher. Er hat die blutigen Köpfe seiner Feinde im Wagen.
Dass er dabei auch noch der Burg die linke Seite zuwandte, war das traditionelle Zeichen feindlicher Absichten. Daraufhin befahl der König Conchobar mac Nessa den Frauen des Hofes, dem Rasenden mit entblößten Brüsten und Scham in der Art der Sheela-na-Gig entgegenzutreten, worauf er erschrocken sein Gesicht in den Händen verbarg. Nun konnten ihn die Krieger ergreifen und nacheinander in drei Bottiche mit kaltem Wasser stecken, bis er wieder zur Vernunft kam.